# Route 5 (Uruguay)
Pour les articles homonymes, voir Route 5.
La route 5 (espagnol : ruta 5) est l'une des routes nationales de l'Uruguay. Elle traverse le pays du sud au nord, reliant les villes de Montevideo, Canelones, Florida, Durazno, Tacuarembó, Rivera. Il a été désigné sous le nom du Brigadier General Fructuoso Rivera, par la loi 14361 du 17 avril 1975.

## Histoire
L'actuelle route 5 a été construite pratiquement sur l'ancienne route nationale, délimitée par les chariots, à une époque où il n'y avait pas de clôture en fil de fer et où les agriculteurs étaient guidés par les étoiles, les pistes ou par d'autres points de repère tels que les collines, les ruisseaux et les maisons. En 1908, la construction de cette route a commencé, et pris 10 ans,.
En 1959, de très fortes pluies se sont abattues sur tout le pays, et les routes nationales, alors en mauvais état, ont subi d'importants dégâts. Le gouvernement national qui avait pris ses fonctions en 1959, et dont la présidence était exercée par le Dr. Martín Etchegoyen, et dont le ministre des transports et des travaux publics (MTOP) était l'ingénieur Luis Giannattasio, a dû prendre en charge la reconstruction de ces routes, dont la route 5. À cette occasion, il a été décidé d'effectuer un nouveau tracé pour la route, passant tangentiellement aux centres de population. L'exécution de la reconstruction de la route 5 a duré 5 ans, entre 1965 et 1970, et a été divisée en six contrats qui ont été attribués à cinq entreprises et à un consortium d'entreprises : Tomás Guarino, Barrandeguy, Teodoro Colaroff, Hércules Carugati, Uruvial S.A. (Argentine) et le Consorcio de Consorcio de la Ruta 5 (Argentine) et le consortium a intégré 5 entreprises : Saceem, Sampson y Serrato, Traxpalco, Conimex et Fernández y Ottieri. Cette entreprise a apporté d'importantes innovations dans le secteur au niveau national, de la partie technique à la partie financière, soulignant l'incorporation de nouvelles technologies telles que l'utilisation de l'asphalte brûlant. La route a reçu un double traitement de surface bitumineux. À la fin des travaux, la maintenance était confiée à la Dirección Nacional de Vialidad,,.
Dans les années qui ont suivi sa reconstruction, l'itinéraire a connu une augmentation significative du trafic lourd, de sorte que des travaux de renforcement de la chaussée et des accotements ont été réalisés, la double chaussée à traitement de surface bitumineux a été remplacée par une chaussée en enrobé bitumineux et les chaussées existantes ont été refaites, les ponts ont été élargis et d'autres améliorations ont été apportées, telles que la signalisation.
En décembre 2004, le tronçon à double voie entre 31 500 km (accès nord à Progreso) et  43 500 km (accès sud à la ville de Canelones) a été inauguré. Deux ans plus tard, la voie rapide Montevideo-Canelones a été achevée avec l'inauguration, en décembre 2006, du tronçon entre 23 500 km (accès à Las Piedras) et 31 500 km (accès à Progreso),.

## Tracé
Elle commence dans la ville de Montevideo comme route à quatre voies à double sens, où elle bifurque avec la route 1 à un échangeur. La route continue en double (4 voies) dans toute la zone métropolitaine jusqu'à la ville de Canelones (à une distance d'environ 45 kilomètres de Montevideo) et continue ensuite comme une route simple, mais très bien conservée et signalisée, traversant le pays du sud au nord. La route traverse plusieurs villes du pays, et sa destination finale est la ville de Rivera. Parmi les villes traversées, auxquelles la route sert d'accès, on peut citer :
- La Paz
- Las Piedras
- Progreso
- Canelones
- Florida
- Sarandí Grande
- Durazno
- Paso de los Toros
- Tacuarembó
- Rivera

La route 30 relie Montevideo à la ville d'Artigas.
Dans les accès de cette route à chaque ville, il y a des déviations, des échangeurs et des ronds-points qui facilitent l'accès aux villes et permettent en même temps la fluidité du trafic qui circule sur la route.
Parmi les routes traversées ou coupées par la route 5, qui servent à accéder et à aller de villes de l'intérieur à d'autres villes de l'intérieur sans passer par Montevideo, on trouve les routes nationales 14, 26, 30, 31, parmi les plus importantes, ainsi que de nombreuses routes et rues qui servent également d'accès à d'autres endroits. 